# Kraftwerk Costanera
Das Kraftwerk Costanera (spanisch Central térmica Costanera) ist ein Gas- und GuD-Kraftwerk in Buenos Aires, Argentinien, das im Stadtteil La Boca am Río de la Plata gelegen ist.

## Daten
Mit einer installierten Leistung von 2.324 MW ist Costanera das leistungsstärkste Kraftwerk in Argentinien (Stand August 2017). Die Jahreserzeugung lag 2016 bei 5,713 Mrd. kWh (2,179 Mrd. durch die konventionellen und 3,534 Mrd. kWh durch die GuD-Anlagen).
Das Kraftwerk ging 1963 mit den ersten beiden Blöcken in Betrieb. Es ist im Besitz von Enel und wird auch von Enel betrieben.

## Kraftwerksblöcke
Das Kraftwerk besteht aus 3 Anlagen. Die folgende Tabelle gibt einen Überblick:
| Anlage | Block | Max. Leistung (MW) | Betriebsbeginn | Turbine | Generator   | Dampfkessel      |
| ------ | ----- | ------------------ | -------------- | ------- | ----------- | ---------------- |
| 1      | 1     | 123                | 1963           | BTH     | BTH         | ICL              |
|        | 2     | 116                | 1963           | BTH     | BTH         | ICL              |
|        | 3     | 112                | 1964           | BTH     | BTH         | ICL              |
|        | 4     | 120                | 1964           | BTH     | BTH         | ICL              |
|        | 5     | 350                | 1975           | Hitachi | Hitachi     | Deutsche Babcock |
|        | 6     | 310                | 1984           | LMZ     | Electrosila | Deutsche Babcock |
| 2      | 1     | 264                | 1998           | MHI     | Melco       |                  |
|        | 2     | 264                | 1998           | MHI     | Melco       |                  |
|        | 3     | 322                | 1998           | MHI     | Melco       |                  |
| 3      | 1     | 218                | 1995           | Siemens | Siemens     | Nooter Eriksen   |
|        | 2     | 103                | 1964           | BTH     | BTH         |                  |

Die Anlage 1 ist ein konventionelles Wärmekraftwerk, bestehend aus 6 einzelnen Blöcken, die sowohl mit Erdgas als auch Öl befeuert werden können. Bei den Anlagen 2 und 3 handelt es sich um GuD-Kraftwerke. Die Anlage 2 besteht aus 2 Gasturbinen mit einer nachgeschalteten Dampfturbine. Bei Anlage 3 wurde die ursprüngliche Dampfturbine 1996 durch eine Gasturbine mit Abhitzedampferzeuger nachgerüstet.